# Russe
Cet article concerne la langue russe. Pour les autres significations, voir Russe (homonymie).
Le russe (autonyme : русский язык, translittération ISO 9 : russkij jazyk, prononcé : /ˈruskʲɪi̯ jɪˈzɨk/) est une langue appartenant au groupe de langues slaves orientales de la famille des langues indo-européennes, auquel appartiennent aussi l'ukrainien et le biélorusse. Il compte plus de 280 millions de locuteurs (167 millions comme langue maternelle et le reste comme langue seconde). Il constitue la langue officielle de la fédération de Russie et l'une des langues officielles des républiques de Biélorussie, du Kazakhstan et du Kirghizistan, langue de communication au sein de la Communauté des États indépendants (CEI), dominante dans certaines régions d'Ukraine (notamment le Sud et l'Est ukrainien ainsi que la capitale Kiev). Il est également une des langues officielles de l'ONU.
Le russe est régi par l'Académie des sciences de Russie (Росси́йская Акаде́мия Нау́к).

## Histoire de la langue russe
L'histoire de la langue russe se divise en trois périodes :
- Séparation de la langue slave orientale (vieux russe) du proto-slave et évolution en trois langues distinctes (biélorusse, russe, ukrainien) (du VIe – VIIe siècle au XIVe siècle).
- Désintégration de la langue slave orientale unifiée aux XVe – XVIIe siècles.
- À partir du XVIIIe siècle, le parler moscovite constitue la base de la langue nationale russe, qui commence à se former au XVIIe siècle.

On rencontre aussi le regroupement suivant : le vieux russe ou vieux slavon oriental, commun aux langues russe, biélorusse et ukrainienne (VIe – XIVe siècles), le russe moyen ou grand russe (XIVe – XVIIe siècles) et le russe moderne (à partir du milieu du XVIIe siècle).
Au xixe siècle, l'Empire russe mena une politique brutale de russification dans les territoires conquis. Cette politique se traduisit non seulement par l'interdiction des langues maternelles de nombreux peuples et l'imposition du russe, mais aussi par l'effacement total de leur identité. Ainsi, les Vepses, peuple autochtone du nord de la Russie, furent presque entièrement assimilés aux groupes de Russie du nord ; il n'en reste aujourd'hui qu'environ 5 000.

## La langue russe au début duXXIesiècle
(juin 2008).
Si vous disposez d'ouvrages ou d'articles de référence ou si vous connaissez des sites web de qualité traitant du thème abordé ici, merci de compléter l'article en donnant les références utiles à sa vérifiabilité et en les liant à la section « Notes et références ».
 (avril 2011).
La forme ressemble trop à un extrait de cours et nécessite une réécriture afin de correspondre aux standards de Wikipédia.

### Le russe dans l'espace post-soviétique
Dans les années 2000, le russe est parlé par plus de 280 millions de personnes, dont quelque 145 millions le parlent comme langue maternelle. Il est utilisé par la grande majorité des Russes de Russie. À la suite de la russification intense[réf. nécessaire] menée lors de la période soviétique, son usage est toujours très important en Ukraine, en Biélorussie, au Kazakhstan, au Kirghizistan, en Lettonie, en Lituanie, en Estonie ou encore dans les régions séparatistes d'Abkhazie, d'Ossétie du Sud ou de Transnistrie, pas seulement par l'importante minorité russe encore présente, mais aussi par une grande partie de la population de l'ethnie dominante, surtout dans les grandes agglomérations ou dans des régions proches de la Russie (Est de l'Ukraine, Nord et Ouest du Kazakhstan, etc.).

#### En Ukraine
En Ukraine, le russe est une langue minoritaire très importante. Le Demoskop Weekly estime qu’en 2004, il y avait 14 400 000 locuteurs ayant le russe comme langue maternelle dans le pays, et 29 millions de locuteurs actifs. 65 % de la population du pays parlait couramment le russe en 2006, et 38 % l'utilisait comme langue principale avec la famille, les amis ou au travail. Le 5 septembre 2017, le Parlement ukrainien a adopté une nouvelle loi qui interdit l'enseignement primaire à tous les élèves dans toute autre langue que l'ukrainien, ce qui est mal perçu dans l’est du pays comme en Russie.
Dans les républiques du Caucase et d'Asie centrale, le russe sert toujours de langue véhiculaire entre les différentes ethnies. Les peuples non russes de l'ancienne URSS, particulièrement dans les grandes villes, ont souvent une meilleure maîtrise écrite de la langue russe que de leur propre langue, ce qui permet à la presse russophone de subsister. Dans les pays baltes, le retour à l'indépendance a fait perdre au russe son rôle hégémonique, et la minorité russe se voit aujourd'hui obligée de se battre pour maintenir sa langue dans ces pays, comme n'importe quelle minorité linguistique (bien qu'en Lettonie, le russe soit parlé par 44 % de la population).

### Le russe en Europe centrale
En Europe centrale, les anciens pays du bloc de l'Est, où l'apprentissage du russe était autrefois systématique, se tournent depuis la fin du communisme vers l'anglais. On estime que la partie de la population, quel que soit le pays, qui avait plus de vingt ans lors de l'effondrement de l'URSS, en 1991, garde une maîtrise courante et parfois très approfondie de la langue russe. C'est notamment le cas en ex-RDA (Allemagne de l'Est) où il était enseigné en tant que langue obligatoire pour tous les collégiens et pour les lycéens . Il a également été enseigné en Yougoslavie durant la période communiste. En Pologne, le russe est largement devancé depuis 1989 par l'anglais et l'allemand. En revanche, le russe est souvent une langue véhiculaire pour les gens qui avaient plus de 15 ans avant 1989 ; dans les ex-républiques populaires de l'Europe de l'Est, et par exemple, un citoyen de Pologne qui avait plus de 15 ans en 1989 peut, le plus souvent, communiquer avec un citoyen bulgare, qui tout comme lui, avait appris le russe à l'école. En France et en Allemagne, ainsi qu'au Royaume-Uni, le russe est resté une langue véhiculaire pour les immigrés, ou réfugiés originaires de l'Europe de l'Est. Ainsi, à Londres, il n'est pas rare, par exemple, de voir un immigré polonais parler en russe en s'adressant à un réfugié tchétchène[réf. nécessaire], ou de surprendre un Bulgare communiquer en russe avec un Roumain.

### Le russe dans le monde
Du fait de l'immigration, Israël, l'Allemagne, le Canada, les États-Unis et quelques autres pays comptent d'importantes communautés russophones. En Israël en particulier, plus d'un million sur les sept millions et demi d'Israéliens de confession juive (sur une population totale de plus de 9,3 millions d'habitants en février 2021 selon le Bureau israélien des Statistiques) sont des russophones originaires de Russie ou d'Ukraine, qui pratiquent encore beaucoup le russe. En Syrie, le russe est parlé par au moins 20 000 Syriens en seconde langue et est restée en tant que langue universitaire. Plus de 10 000 Syriens vivent en fédération de Russie.
Dans les pays de l'ex-Asie centrale soviétique (Tadjikistan, Ouzbékistan, etc.), le russe est désormais en  concurrence surtout avec l'anglais, et dans une moindre mesure, avec le chinois mandarin, pour l'apprentissage d'une seconde langue pour les plus jeunes, et aussi avec le persan, la langue de l'Iran, qui est la puissance régionale et économique principale de l'Asie centrale. Pour pouvoir émigrer vers les États-Unis, l'Australie ou le Canada, ou pour travailler dans le secteur du tourisme, une partie des plus jeunes misent sur l'anglais. Le chinois souffre de ne pas être la langue d'un pays d'immigration et des faibles salaires pratiqués en Chine. Aux États-Unis ou en Australie, les rémunérations ou les salaires sont au contraire bien meilleurs qu'en Russie.  
En Afghanistan, pendant la guerre soviéto-afghane, entre 1979 et 1989, la langue russe était utilisée dans l'administration, et à partir du collège dans l'éducation, ainsi que dans les lycées. De nos jours, de nombreux Afghans parlent russe en seconde langue, surtout à Kaboul, et dans le nord du pays. Le russe est de nouveau une langue universitaire en Afghanistan, depuis 2003.
En Chine, le russe est surtout présent dans le nord du pays, et la proportion des locuteurs augmente, le long de la frontière sino-russe. Les Russes sont l'une des 56 ethnies en Chine, avec environ 15 000 représentants. Il y a sans doute 100 000 Chinois qui savent parler le russe en seconde langue, concentrés majoritairement le long de la frontière russo-chinoise. L'enseignement du russe a beaucoup souffert de la rupture avec l'URSS entre 1961 et 1989, et surtout du fait d'une courte guerre, en 1969, entre les deux pays.
Au Vietnam, pays autrefois dans l'orbite de l'URSS, le russe fut enseigné dès 1955 au Vietnam du Nord, et développé après la réunification du Vietnam en 1975, au sud Vietnam. Avec la chute de l'URSS en 1991, le russe est oublié par les nombreux Vietnamiens qui le parlaient, car ils ne communiquent plus avec des Russes, et les relations diplomatiques entre les deux pays ne sont plus les mêmes depuis 1991. À Cam Ranh, il y avait une base militaire russe, et dans ses environs, le nombre de Vietnamiens qui parlaient le russe était donc plus important que dans le reste du pays. Depuis 1991, les Vietnamiens optent massivement pour l'apprentissage de l'anglais, plus utile, et du chinois (mandarin), ou du japonais.
Au Cambodge, et au Laos, qui étaient des pays communistes satellites du Vietnam, le russe a largement laissé la place à l'anglais et au chinois mandarin, surtout après 1991.

## Dialectes russes

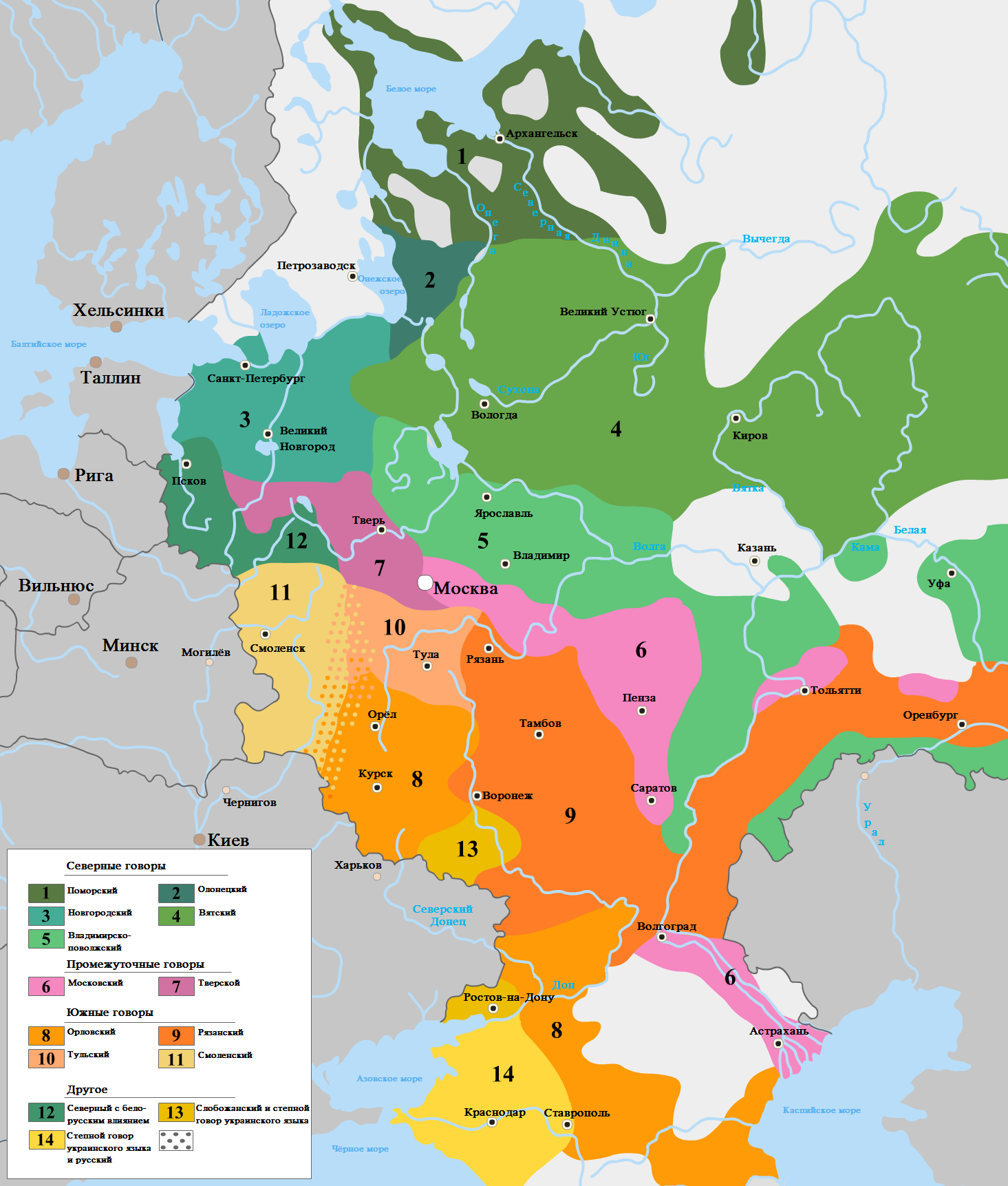
Dialectes de la langue russe

Il existe trois groupes de dialectes en Russie d'Europe : le russe septentrional, central et méridional. Chacun de ces groupes se décompose lui-même en plusieurs dialectes.
Il faut considérer également, bien que ne relevant pas des aspects dialectaux, la langue russe sous sa forme argotique. L'argot obscène mat et l'argot criminel fenia, diffusé par des prisonniers et zek familiarisés dans les camps avec ce vocabulaire, sont utilisés au quotidien. Son lexique est riche, hormis les aphérèses, apocopes et autres dérivations, et les polysémies étendues.

### Russe septentrional
Situé au nord-est d'une ligne reliant le lac Ladoga à Iochkar-Ola en passant par Novgorod et Iaroslavl. Ce groupe se distingue par une prononciation du o non accentué comme un /o/, le g est dur (prononcé /ɡ/) et le t des terminaisons de verbe se prononce dur.

### Russe central
La limite septentrionale passe par Saint-Pétersbourg, Novgorod, Ivanovo et Nijni Novgorod jusqu'à Tcheboksary. Au sud, cette région comprend Velikié Louki, Moscou et Penza. L'accent local comporte des traits empruntés tant au russe septentrional qu'au russe méridional. On distingue la partie septentrionale (prononçant /o/, même hors accent) et la partie méridionale (prononçant le o, non accentué, /a/).

### Russe méridional
La région s'étend au sud de Velikié Louki et passe par Riazan et Tambov. On y prononce le 'o' non accentué /a/, le 'g' est fricatif et le 't' mouillé des terminaisons de verbe.

## Données linguistiques sur le russe

### Prononciation et écriture
Le russe est une langue accentuelle ; l'accent tonique des mots est variable (il peut se déplacer d'une forme à l'autre) et conditionne la prononciation des voyelles selon un phénomène d'apophonie accentuelle : les voyelles non accentuées sont brèves et réduites (la syllabe non accentuée précédant l'accent étant moins réduite que les autres).
Le russe s'écrit avec une version de l'alphabet cyrillique comportant 33 lettres. La phonologie du russe y est rendue de façon particulière : la plupart des lettres-consonnes représentent en fait deux phonèmes distincts, l'un vélarisé (« dur »), l'autre palatalisé (« mou » ou « mouillé ») ; la graphie de la lettre-voyelle qui suit (ex. : a/я pour [a]) indique de quel phonème consonantique il s'agit :
- les consonnes dures sont suivies de а, е (dans les mots étrangers), э, о, у, ы, ъ (devant [j]), ou l'absence de voyelle[15] ;
- les consonnes molles sont suivies de я, е, ё, и, ю, ь (qui dénote une mouillure en l'absence de voyelle) — en début de mot, après une autre voyelle, ь ou ъ, ces voyelles sont précédées d'un [j] (я ia, е ié, ё io, ю iou) ; И se prononce [ji] après les ь ou ъ[16] ;
- les consonnes ж, ш, ц sont toujours dures et ч, щ sont toujours molles — on n'écrit jamais я, ю, э, ъ après ces consonnes[17] ;
- à la deuxième personne du singulier du non-passé (présent imperfectif ou futur perfectif) tous les verbes se terminent par -шь bien que la finale reste dure ; par ailleurs, au nominatif des noms, les consonnes finales -ж, -ч, -ш, -щ sont suivies d'un -ь dans le cas des féminins de la 3e déclinaison et ne le sont pas dans le cas des masculins de la 2e sans que cela influe sur la prononciation, dure pour ж et ш ou molle pour ч et щ, de la consonne concernée.

| Majuscule | Minuscule | Nom                    | Prononciation (API) | Prononciation (équivalent français approché) | Translittération (norme ISO 9) | Transcription (usage français) |
| --------- | --------- | ---------------------- | ------------------- | -------------------------------------------- | ------------------------------ | ------------------------------ |
| А         | а         | a                      | [a]                 | a                                            | a                              | a                              |
| Б         | б         | be                     | [b] ~ [bʲ]          | b                                            | b                              | b                              |
| В         | в         | ve                     | [v] ~ [vʲ]          | v                                            | v                              | v                              |
| Г         | г         | ge                     | [g] ~ [gʲ]          | g dur                                        | g                              | g, gu                          |
| Д         | д         | de                     | [d] ~ [dʲ]          | d                                            | d                              | d                              |
| Е         | е         | je                     | [ʲe] ~ [ je]        | ïé                                           | e                              | e, ie, ye                      |
| Ё         | ё         | jo                     | [ʲo] ~ [ jo]        | ïo                                           | ë                              | e, io, yo                      |
| Ж         | ж         | že                     | [ʐ]                 | j                                            | ž                              | j                              |
| З         | з         | ze                     | [z] ~ [zʲ]          | z                                            | z                              | z                              |
| И         | и         | i                      | [i]                 | i                                            | i                              | i                              |
| Й         | й         | i bref и краткое       | [j]                 | y                                            | j                              | ï                              |
| К         | к         | ka                     | [k] ~ [kʲ]          | k                                            | k                              | k                              |
| Л         | л         | el                     | [ɫ] ~ [lʲ]          | l dur ~ l mouillé                            | l                              | l                              |
| М         | м         | em                     | [m] ~ [mʲ]          | m                                            | m                              | m                              |
| Н         | н         | en                     | [n] ~ [nʲ]          | n                                            | n                              | n                              |
| О         | о         | o                      | [o]                 | o                                            | o                              | o                              |
| П         | п         | pe                     | [p] ~ [pʲ]          | p                                            | p                              | p                              |
| Р         | р         | er                     | [r] ~ [rʲ]          | r roulé                                      | r                              | r                              |
| С         | с         | es                     | [s] ~ [sʲ]          | s dur                                        | s                              | s, ss                          |
| Т         | т         | te                     | [t] ~ [tʲ]          | t                                            | t                              | t                              |
| У         | у         | u                      | [u]                 | ou                                           | u                              | ou, u                          |
| Ф         | ф         | ef                     | [f] ~ [fʲ]          | f                                            | f                              | f                              |
| Х         | х         | ha                     | [x] ~ [ xʲ]         | cʼh breton, ch allemand, ﺥ arabe, j espagnol | h                              | kh, h                          |
| Ц         | ц         | ce                     | [t͡s]                | ts                                           | c                              | ts                             |
| Ч         | ч         | če                     | [t͡ɕ]                | tch                                          | č                              | tch                            |
| Ш         | ш         | ša                     | [ʂ]                 | ch                                           | š                              | ch                             |
| Щ         | щ         | šča                    | [ɕː]                | ch mouillé long                              | ŝ                              | chtch                          |
| —         | ъ         | signe dur твёрдый знак | vélarisation        | muet                                         | "                              | —                              |
| —         | ы         | y                      | [ɨ]                 | i postérieur                                 | y                              | y                              |
| —         | ь         | signe mou мягкий знак  | palatalisation      | mouillure                                    | ’                              | '                              |
| Э         | э         | è renversé э оборотное | [ɛ]                 | è                                            | è                              | e                              |
| Ю         | ю         | ju                     | [ʲu] ~ [ ju]        | ïou                                          | û                              | iou, ïou, you                  |
| Я         | я         | ja                     | [ʲa] ~ [ ja]        | ïa                                           | â                              | ia, ïa, ya                     |

À quelques exceptions près, l'orthographe est de type phonologique (toutefois, la place de l'accent n'est habituellement pas notée) : le russe s'écrit globalement comme il se prononce, à condition de tenir compte de certaines modifications phonétiques prévisibles :
- l'apophonie accentuelle[18] : les voyelles inaccentuées sont prononcées réduites, mais écrites comme si elles avaient leur forme « pleine » accentuée. Hors accent, a et o se confondent en [ɐ] ou [ǝ] selon la position : par exemple, говорить « parler » se prononce [gǝvɐ'ritʲ] ; хорошо « bien » se prononce [xǝrɐ'ʂɔ] où seul le dernier o se prononce vraiment [ɔ]. Le e et le я hors accent tendent vers [ɪ] : comparer нет « non » prononcé ['nʲɛt], et семья « famille » prononcé [sʲɪ'mʲa] ;
- l'allophonie « molle » : l'élévation ou centralisation des voyelles basses et postérieures après les consonnes molles. Les [a], [o], [u] se font [æ], [ɵ], [ʉ][19] ;
- le dévoisement final[15] : comme dans la plupart des langues slaves, les consonnes sonores s'assourdissent en fin de mot : д est alors prononcé [t], б prononcé [p], etc. Exemples : город [ˈgorət] « ville », поезд ['po.(j)ɪst] « train » ;
- l'assimilation régressive[15] : les consonnes sourdes se font sonorisées devant les consonnes sonores (à l'exception de в) : сделать [ˈzdʲelətʲ] « faire », mais свет [svʲet] « lumière » , творить [tvɐˈrʲitʲ] « créer ». Les consonnes sonores s'assourdissent devant des consonnes sourdes : все [fsʲe] « tout », ложка  [ˈloʂkə] « cuillère » ;
- les groupes de consonnes sont plus nombreux qu'en français, mais les suites trop longues sont réduites : par exemple, dans чувствовать [ˈt͡ɕustvəvətʲ] « sentir, ressentir », le premier 'v' de la suite vstv ne se prononce pas ;
- la lettre г peut prendre plusieurs valeurs : [g] généralement, mais [v] dans les terminaisons de l'adjectif -его, -ого et dans le pronom его (ainsi que dans сегодня « aujourd'hui »), [x] dans la racine легк- (« léger »), мягк- (« mou ») et le mot бог « dieu » (au nominatif), muet (ou [ɦ] ?[réf. nécessaire]) dans les interjections (ага « aha », гм « hum »…). La prononciation [ɣ] de г est la marque caractéristique de l'accent du sud.

L'orthographe actuelle est le fruit de la grande réforme de 1918 (qui avait été proposée avant la révolution russe, mais qui a été mise en œuvre par les bolcheviks) et de la codification de 1956. La ponctuation, provenant initialement du grec byzantin, a été modifiée aux XVIIe et XVIIIe siècles par analogie avec le système allemand et français. Les guillemets utilisés sont « et » sans espace.

#### Réduction vocalique
| Phonème | Lettre (typiquement) | Position | Si accentuée | Si réduite |
| --- | -------------------- | -------- | ------------ | ---------- |
| /a/ | а                    | (C)V     | ä            | ə, ɐ       |
| /a/ | я                    | CʲVC     | a            | ɪ          |
| /a/ | я                    | CʲVCʲ    | æ            | ɪ          |
| /e/ | э                    | VC       | ɛ            | ɪ          |
| /e/ | е                    | CʲVC     | ɛ̝            | ɪ          |
| /e/ | э, е†                | CVC      | ɛ            | ɨ̞          |
| /e/ | э, е†                | CVCʲ     | e            | ɨ̞          |
| /i/ | и                    | (Cʲ)V    | i            | ɪ          |
| /ɨ/ | ы, и                 | (C)V     | ɨ            | ɨ̞          |
| /o/ | о                    | (C)V     | [o ~ ɔ]      | ə, ɐ       |
| /o/ | ё*                   | CʲV      | ɵ            | ɪ          |
| /u/ | у                    | (C)V     | u            | ʊ          |
| /u/ | ю                    | CʲV(C)   | u            | ʊ          |
| /u/ | ю                    | CʲVCʲ    | ʉ            | ʉ̞          |
| * Le <ё> réduit est écrit <е>. † <е> est utilisé dans la plupart des emprunts (sauf à l'initiale) ou après ц, ш, ж. |                      |          |              |            |

### Vocabulaire
| Substantif / adjectif | Substantif / adjectif                            | Rapport étymologique | Rapport étymologique | Rapport étymologique              | Rapport étymologique | Rapport étymologique | Indo-européen |
| en français           | en russe                                         | au grec              | au latin             | au français                       | à l'anglais          | à l'allemand         | Indo-européen |
| --------------------- | ------------------------------------------------ | -------------------- | -------------------- | --------------------------------- | -------------------- | -------------------- | ------------- |
| terre                 | земля                                            | –                    | humus                | humus                             | –                    | –                    | *dʰéǵʰōm      |
| ciel                  | небо                                             | –                    | nimbus               | nimbe(s), nébuleuse, neige, nuage | nimble               | Nebel                | *nébʰos       |
| eau                   | вода                                             | ὕδωρ                 | unda                 | onde, ondulation                  | water                | Wasser               | *wódr̥         |
| feu                   | огонь                                            | –                    | ignis                | ignition                          | ignite               | –                    | *h₁ngʷni-     |
| une personne          | человек                                          | –                    | –                    | –                                 | shoal                | –                    | *(s)kʷel-     |
| homme                 | мужчина « être humain mâle », муж « mari »       | –                    | –                    | –                                 | man                  | Mann                 | *man-         |
| femme                 | женщина « être humain femelle », жена « épouse » | γυνή                 | –                    | gynécologue                       | queen                | –                    | *gʷḗn         |
| manger                | есть                                             | ἔδω                  | edere                | –                                 | eat                  | essen                | *h₁ed-        |
| boire                 | пить                                             | –                    | potare               | potable, potion, poison           | –                    | –                    | *peh₃-        |
| grand                 | большой                                          | –                    | de-bilis             | "débile"                          | –                    | –                    | *bel-         |
| petit                 | малый, мaленький                                 | –                    | malus                | malin                             | small                | schmal               | *(s)mal-      |
| nuit                  | ночь                                             | νύξ                  | nox                  | nocturne, nuit                    | night                | Nacht                | *nókʷts       |
| jour                  | день                                             | –                    | dies                 | midi, dimanche, lundi…            | day                  | Tag                  | *dyeu-        |
| maison                | дом                                              | –                    | domus                | domicile, domestique              | home, domestic       | Heim                 | *dṓm          |
| frère                 | брат                                             | –                    | frater               | frère, fraternité                 | brother              | Bruder               | *bʰréh₂tēr    |
| mère                  | мать                                             | μήτηρ                | mater                | mère, maternité                   | mother               | Mutter               | *méh₂tēr      |

### Déclinaison

#### Cas
Le russe est une langue flexionnelle. La déclinaison russe ne comporte plus aujourd'hui que six cas :
1. Nominatif (Именительный Imenitel’nyï) ;
2. Génitif (Родительный Roditel’nyï) qui traduit souvent la préposition 'de' (origine, article partitif, objet de certains verbes, complément de nom, etc.) ;
3. Datif (Дательный Datel’nyï) destination, attribution ;
4. Accusatif (Винительный Vinitel’nyï) destination, objet direct ;
5. Instrumental (Творительный Tvoritel’nyï) moyen, durée ;
6. Locatif (Предложный Predlojnyï) (ou prépositionnel) localisation dans l'espace.

Au singulier, l'accusatif des noms n'a de forme propre que dans la déclinaison des noms masculins ou féminins se terminant en -а ou -я au nominatif. Celui des noms féminins se terminant en ь au nominatif est identique au nominatif, même s'il s'agit d'un être animé (p.ex. лошадь cheval). Au singulier dans toutes les autres déclinaisons et au pluriel dans toutes, il se confond avec le génitif si le nom désigne un être animé, avec le nominatif s'il désigne un être inanimé.
L'accusatif des adjectifs n'a de forme propre qu'au féminin singulier. Aux masculin et neutre singuliers et au pluriel, il se confond avec le génitif si le nom qualifié par l'adjectif désigne un être animé ; avec le nominatif s'il désigne un être inanimé.
Le vocatif (Звательный Zvatel’nyï), qui était autrefois le septième cas de la déclinaison russe, ne subsiste plus que dans l'invocation religieuse (молитва “Отче наш” « le Notre Père »), dans quelques rares expressions figées (Боже мой « Mon Dieu », Господи « Seigneur », госпоже "Madame" батько « petit père ») et (très rarement) dans la littérature (chez Alexandre Pouchkine, par exemple : « старче » pour « старец » ― « vieillard »). La forme courte populaire des prénoms (« Тань » Tan’ pour « Таня » Tania) et des mots « мам » et « пап » (m’man, p’pa) peut être considérée comme un vocatif.
Il subsiste également pour certains noms deux autres cas vestigiels : un génitif partitif distinct du génitif générique (стака́н ча́ю un verre de thé, стака́н для ча́я un verre à thé) et un prépositionnel à sens locatif, souvent en -у et toujours accentué sur la finale, distinct du prépositionnel générique en -е ou parfois en -и, dont l'accentuation suit celle des autres cas: на лбу sur le front, на полу́ par terre, на двери́ sur la porte, etc. s'opposant à: о лбе à propos du front, о по́ле au sujet du sol, о две́ри quant à la porte, etc.

#### Noms
Il y a trois genres (masculin, féminin, neutre) et deux nombres (singulier, pluriel). Généralement, les trois genres sont indifférenciés au pluriel (sauf pour la déclinaison des noms au génitif). La terminaison du nominatif singulier indique généralement le genre : consonne, й ou -ь pour le masculin ; -а, -я ou -ь pour le féminin ; -о ou -е pour le neutre. Il existe quelques exceptions (notamment des mots masculins d'origine étrangère comme кофе ), et en particulier les noms de personne en -а se déclinent comme des féminins mais prennent le genre en cohérence avec leur sens (папа papa masculin, коллега collègue masculin ou féminin).
Le russe a perdu le duel. Il garde cependant un système complexe d'accord des noms précédés d'adjectifs cardinaux :
- nominatif singulier pour les nombres terminés par один un : двадцать один этаж vingt-et-un niveaux (c'est-à-dire vingt étages), mais : одиннадцать этажей onze niveaux ;
- génitif singulier pour les nombres terminés en два deux три trois четыре quatre : два этажа deux niveaux (on peut rencontrer dans ce cas le nominatif pluriel pour des noms féminins) ;
- génitif pluriel pour les autres nombres et les quantités indéfinies : много этажей beaucoup d'étages ;
- nominatif pluriel en l'absence de quantifieur : этажи des étages.

Quand le quantifieur est dans un cas oblique (c'est-à-dire quand il n'a pas la forme du nominatif), le nom prend le même cas et le pluriel : около трëх часов "vers trois heures".
| |         | Masculins | Masculins | Masculins | Masculins | Masculins | Masculins | Masculins | Masculins | Masculins | Masculins | Masculins |  | Neutres | Neutres | Neutres | Neutres | Neutres |
| Durs | Durs    |           | Mous      | Mous      |           | Durs      | Durs      |           | Mous      | Mous      | Durs      | Durs      |  | Mous    | Mous    |         |         |         |
| Sing | Plur.   | Sing      | Plur.     | Sing      | Plur.     | Sing      | Plur.     | Sing      | Plur.     | Sing      | Plur.     |           |  |         |         |         |         |         |
| Nominatif | -∅-     | -ы (1)    | -ь        | -и        | -й        | -и        | -ий       | -ии       | -о (5)    | -а        | -е        | -я        |  |         |         |         |         |         |
| Accusatif | N/G (4) | N/G (4)   | N/G (4)   | N/G (4)   | N/G (4)   | N/G (4)   | N/G (4)   | N/G (4)   | -о        | -a        | -e        | -я        |  |         |         |         |         |         |
| Génitif | -а      | -ов (2)   | -я        | -ей       | -я        | -ев (3)   | -ия       | -иев      | -а        | -∅-       | -я        | -eй (7)   |  |         |         |         |         |         |
| Datif | -у      | -ам       | -ю        | -ям       | -ю        | -ям       | -ию       | -иям      | -у        | -ам       | -ю        | -ям       |  |         |         |         |         |         |
| Instrumental | -ом     | -ами      | -ем (3)   | -ями      | -ем (3)   | -ями      | -ием      | -иями     | -ом (5)   | -ами      | -ем (3)   | -ями      |  |         |         |         |         |         |
| Locatif | -е      | -ах       | -е        | -ях       | -е        | -ях       | -ии       | -иях      | -е        | -ах       | -e (6)    | -ях       |  |         |         |         |         |         |
| - 1 : On écrit и après une chuintante, г, к ou х. - 2 : On écrit ей après une chuintante. - 3 : Après une consonne molle on écrit ё sous l’accent, sinon e. - 4 : L’accusatif est identique au génitif pour les noms animés, au nominatif pour les inanimés. - 5 : Après une chuintante on écrit о sous l’accent, sinon e. - 6 : Pour les substantifs se terminant en ие au nominatif singulier on écrit ии. - 7 : Pour les substantifs se terminant en ие au nominatif singulier on écrit ий. |         |           |           |           |           |           |           |           |           |           |           |           |  |         |         |         |         |         |

|              |         | Durs    | Durs    |         | Mous en -я | Mous en -я |  | Mous en -ия | Mous en -ия |  | - 1 : Ces noms sont presque tous féminins, quelques-uns sont masculins, aucun n'est neutre. - 2 : On écrit и après une chuintante, г, к ou х. - 3 : Après une chuintante, on écrit о sous l’accent, sinon e. - 4 : Après une consonne molle, on écrit ё sous l’accent, sinon e. - 5 : L’accusatif pluriel est identique - au génitif pour les noms animés, - au nominatif pour les inanimés |
| Sing.        | Plur.   | Sing.   | Plur.   | Sing.   | Plur.      |            |  |             |             |  | - 1 : Ces noms sont presque tous féminins, quelques-uns sont masculins, aucun n'est neutre. - 2 : On écrit и après une chuintante, г, к ou х. - 3 : Après une chuintante, on écrit о sous l’accent, sinon e. - 4 : Après une consonne molle, on écrit ё sous l’accent, sinon e. - 5 : L’accusatif pluriel est identique - au génitif pour les noms animés, - au nominatif pour les inanimés |
| Nominatif    | -a      | -ы (2)  | -я      | -и      | -ия        | -ии        |  |             |             |  | - 1 : Ces noms sont presque tous féminins, quelques-uns sont masculins, aucun n'est neutre. - 2 : On écrit и après une chuintante, г, к ou х. - 3 : Après une chuintante, on écrit о sous l’accent, sinon e. - 4 : Après une consonne molle, on écrit ё sous l’accent, sinon e. - 5 : L’accusatif pluriel est identique - au génitif pour les noms animés, - au nominatif pour les inanimés |
| Accusatif    | -у      | N/G (5) | -ю      | N/G (5) | -ию        | N/G (5)    |  |             |             |  | - 1 : Ces noms sont presque tous féminins, quelques-uns sont masculins, aucun n'est neutre. - 2 : On écrit и après une chuintante, г, к ou х. - 3 : Après une chuintante, on écrit о sous l’accent, sinon e. - 4 : Après une consonne molle, on écrit ё sous l’accent, sinon e. - 5 : L’accusatif pluriel est identique - au génitif pour les noms animés, - au nominatif pour les inanimés |
| Génitif      | -ы (2)  | -∅-     | -и      | -ь      | -ии        | -ий        |  |             |             |  | - 1 : Ces noms sont presque tous féminins, quelques-uns sont masculins, aucun n'est neutre. - 2 : On écrit и après une chuintante, г, к ou х. - 3 : Après une chuintante, on écrit о sous l’accent, sinon e. - 4 : Après une consonne molle, on écrit ё sous l’accent, sinon e. - 5 : L’accusatif pluriel est identique - au génitif pour les noms animés, - au nominatif pour les inanimés |
| Datif        | -е      | -ам     | -е -    | ям      | -ии        | -иям       |  |             |             |  | - 1 : Ces noms sont presque tous féminins, quelques-uns sont masculins, aucun n'est neutre. - 2 : On écrit и après une chuintante, г, к ou х. - 3 : Après une chuintante, on écrit о sous l’accent, sinon e. - 4 : Après une consonne molle, on écrit ё sous l’accent, sinon e. - 5 : L’accusatif pluriel est identique - au génitif pour les noms animés, - au nominatif pour les inanimés |
| Instrumental | -ой (3) | -ами    | -ей (4) | ями     | -ией       | -иями      |  |             |             |  | - 1 : Ces noms sont presque tous féminins, quelques-uns sont masculins, aucun n'est neutre. - 2 : On écrit и après une chuintante, г, к ou х. - 3 : Après une chuintante, on écrit о sous l’accent, sinon e. - 4 : Après une consonne molle, on écrit ё sous l’accent, sinon e. - 5 : L’accusatif pluriel est identique - au génitif pour les noms animés, - au nominatif pour les inanimés |
| Locatif      | -е      | -ах     | -е      | -ях     | -ии        | -иях       |  |             |             |  | - 1 : Ces noms sont presque tous féminins, quelques-uns sont masculins, aucun n'est neutre. - 2 : On écrit и après une chuintante, г, к ou х. - 3 : Après une chuintante, on écrit о sous l’accent, sinon e. - 4 : Après une consonne molle, on écrit ё sous l’accent, sinon e. - 5 : L’accusatif pluriel est identique - au génitif pour les noms animés, - au nominatif pour les inanimés |

|              |        | Singulier                        | Pluriel |  | - 1 : Les substantifs dans ce groupe en -ь sont tous féminins - 2 : Le substantif masculin путь (chemin), se décline ainsi sauf à l'instrumental sing. où il prend -ём. - 3 : Au singulier, l’accusatif est identique au nominatif que le nom soit animé ou inanimé. - 4 : Au pluriel, l’accusatif est identique au génitif pour les noms animés, au nominatif pour les inanimés. |
| Nominatif    | -ь     | -и                               |         |  | - 1 : Les substantifs dans ce groupe en -ь sont tous féminins - 2 : Le substantif masculin путь (chemin), se décline ainsi sauf à l'instrumental sing. où il prend -ём. - 3 : Au singulier, l’accusatif est identique au nominatif que le nom soit animé ou inanimé. - 4 : Au pluriel, l’accusatif est identique au génitif pour les noms animés, au nominatif pour les inanimés. |
| Accusatif    | -ь (3) | N/G (4)                          |         |  | - 1 : Les substantifs dans ce groupe en -ь sont tous féminins - 2 : Le substantif masculin путь (chemin), se décline ainsi sauf à l'instrumental sing. où il prend -ём. - 3 : Au singulier, l’accusatif est identique au nominatif que le nom soit animé ou inanimé. - 4 : Au pluriel, l’accusatif est identique au génitif pour les noms animés, au nominatif pour les inanimés. |
| Génitif      | -и     | -ей                              |         |  | - 1 : Les substantifs dans ce groupe en -ь sont tous féminins - 2 : Le substantif masculin путь (chemin), se décline ainsi sauf à l'instrumental sing. où il prend -ём. - 3 : Au singulier, l’accusatif est identique au nominatif que le nom soit animé ou inanimé. - 4 : Au pluriel, l’accusatif est identique au génitif pour les noms animés, au nominatif pour les inanimés. |
| Datif        | -и     | -ям (-ам après une chuintante)   |         |  | - 1 : Les substantifs dans ce groupe en -ь sont tous féminins - 2 : Le substantif masculin путь (chemin), se décline ainsi sauf à l'instrumental sing. où il prend -ём. - 3 : Au singulier, l’accusatif est identique au nominatif que le nom soit animé ou inanimé. - 4 : Au pluriel, l’accusatif est identique au génitif pour les noms animés, au nominatif pour les inanimés. |
| Instrumental | -ью    | -ями (-ами après une chuintante) |         |  | - 1 : Les substantifs dans ce groupe en -ь sont tous féminins - 2 : Le substantif masculin путь (chemin), se décline ainsi sauf à l'instrumental sing. où il prend -ём. - 3 : Au singulier, l’accusatif est identique au nominatif que le nom soit animé ou inanimé. - 4 : Au pluriel, l’accusatif est identique au génitif pour les noms animés, au nominatif pour les inanimés. |
| Locatif      | -и     | -ях (-ах après une chuintante)   |         |  | - 1 : Les substantifs dans ce groupe en -ь sont tous féminins - 2 : Le substantif masculin путь (chemin), se décline ainsi sauf à l'instrumental sing. où il prend -ём. - 3 : Au singulier, l’accusatif est identique au nominatif que le nom soit animé ou inanimé. - 4 : Au pluriel, l’accusatif est identique au génitif pour les noms animés, au nominatif pour les inanimés. |

|              |       | Sing.  | Plur. |  | Il s'agit, sans exception, de tous les substantifs se terminant au nominatif singulier par -мя. |
| Nominatif    | -я    | -ена   |       |  | Il s'agit, sans exception, de tous les substantifs se terminant au nominatif singulier par -мя. |
| Accusatif    | -я    | -ена   |       |  | Il s'agit, sans exception, de tous les substantifs se terminant au nominatif singulier par -мя. |
| Génitif      | -ени  | -ён    |       |  | Il s'agit, sans exception, de tous les substantifs se terminant au nominatif singulier par -мя. |
| Datif        | -ени  | -енам  |       |  | Il s'agit, sans exception, de tous les substantifs se terminant au nominatif singulier par -мя. |
| Instrumental | -енем | -енами |       |  | Il s'agit, sans exception, de tous les substantifs se terminant au nominatif singulier par -мя. |
| Locatif      | -ени  | -енах  |       |  | Il s'agit, sans exception, de tous les substantifs se terminant au nominatif singulier par -мя. |

| Indéclinables | | Déclinables |
| Plusieurs mots d’origine étrangère qui se terminent par une voyelle ont la même forme dans tous les cas. Ces mots appartiennent généralement au neutre : шоссе (chaussée), метро (métro), кино (cinéma), mais peuvent être aussi du masculin ― шимпанзе (chimpanzé), кенгуру (kangourou), кофе (café), ou du féminin ― кольраби (chou-rave), etc. | Les substantifs étrangers animés terminés par а se déclinent : я Фатиму встретил(а) (j'ai rencontré Fatima) |             |

#### Adjectifs
Le système adjectival russe, tout comme le système verbal au passé, connaît trois genres :
- au nominatif singulier, le masculin, le féminin et le neutre sont distincts ;
- aux génitif, datif, instrumental et locatif singuliers, le féminin se distingue des masculin et neutre qui sont confondus ;
- au pluriel, il n'existe qu'une seule forme pour les trois genres.

Une spécificité du russe, par rapport aux autres langues slaves, est l'existence à côté de la forme dite longue (déclinée) d'une forme courte. La forme courte n'est utilisée que quand l'adjectif est attribut du sujet, et n'existe donc qu'au nominatif.
|              |         | Sing. | Sing. | Sing.   |  | Plur. |
| Masc.        | Neut.   | Fém.  |       |         |  | Plur. |
| Forme courte | ø       | -о    | -а    | -и      |  |       |
| Nominatif    | -ый     | -ое   | -ая   | -ые     |  |       |
| Accusatif    | N/G (1) | -ое   | -ую   | N/G (1) |  |       |
| Génitif      | -ого    | -ого  | -ой   | -ых     |  |       |
| Datif        | -ому    | -ому  | -ой   | -ым     |  |       |
| Instrumental | -ым     | -ым   | -ой   | -ыми    |  |       |
| Locatif      | -ом     | -ом   | -ой   | -ых     |  |       |

1. L’accusatif est identique au génitif pour les noms animés, au nominatif pour les inanimés ;
2. Tous les neutres sont inanimés (sauf дитя - enfant) (donc l'accusatif a la forme du nominatif).

Les adjectifs masculins se terminent en ой sous l'accent (ex. : большой - grand).
Pour les adjectifs en chuintante et en ж qui n'ont pas l'accent en finale (c’est-à-dire tous sauf большой et чужой) le o suivant la chuintante est remplacé par e. (Par exemple : хороший donne хорошего, хорошему etc)
Après les chuintantes ou les lettres г, к et х on écrit и à la place de ы. Dans les mêmes cas, on n'écrit jamais я mais a, ni jamais ю mais у.
Une voyelle mobile (о ou е) apparaît souvent au masculin singulier court : краткий/краток.
On distingue de plus les adjectifs à racine dure (cf. ci-dessus) et ceux à racine molle. Pour ces derniers : 
- la forme courte est en ø, е, я, и ;
- pour les adjectifs masculins se terminant au nominatif par ий et les adjectifs neutres en ее on décline comme suit его, ему, им et eм ;
- les adjectifs féminins en яя se déclinent юю et ей ;
- les adjectifs pluriels en ие se déclinent их, им, ими et их.

Soit :
|              |         | Sing. | Sing. | Sing.   |  | Plur. |
| Masc.        | Neut.   | Fém.  |       |         |  | Plur. |
| Forme courte | ø       | -е    | -я    | -и      |  |       |
| Nominatif    | -ий     | -ее   | -яя   | -ие     |  |       |
| Accusatif    | N/G (1) | -ее   | -юю   | N/G (1) |  |       |
| Génitif      | -его    | -его  | -ей   | -их     |  |       |
| Datif        | -ему    | -ему  | -ей   | -им     |  |       |
| Instrumental | -им     | -им   | -ей   | -ими    |  |       |
| Locatif      | -eм     | -ем   | -ей   | -их     |  |       |

#### Pronoms personnels
|              |             | Singulier     | Singulier | Singulier | Singulier | Singulier |      | Pluriel | Pluriel       | Pluriel |  | Réfléchi |
| 1re          | 2e          | 3e            | 3e        | 3e        | 1re       | 2e        | 3e   |         |               |         |  | Réfléchi |
| 1re          | 2e          | Masc.         | Fem.      | Neut.     | 1re       | 2e        | 3e   |         |               |         |  | Réfléchi |
| Nominatif    | я           | ты            | он        | она       | оно       | мы        | вы   | они     |               |         |  |          |
| Accusatif    | меня        | тебя          | (н)его    | (н)её     | (н)его    | нас       | вас  | (н)их   | себя          |         |  |          |
| Génitif      | меня        | тебя          | (н)его    | (н)её     | (н)его    | нас       | вас  | (н)их   | себя          |         |  |          |
| Datif        | мне         | тебе          | (н)ему    | (н)ей     | (н)ему    | нам       | вам  | (н)им   | себе          |         |  |          |
| Instrumental | мной (мною) | тобой (тобою) | (н)им     | (н)ей     | (н)им     | нами      | вами | (н)ими  | собой (собою) |         |  |          |
| Locatif      | мне         | тебе          | нём       | ней       | нём       | наc       | вас  | них     | себе          |         |  |          |

- Quand le pronom de la troisième personne est régi par une préposition, il est préfixé d'un н-: у него, с неё, etc. S'il est simplement précédé d'une préposition qui ne le régit pas (par exemple lorsqu'il sert de traduction à un possessif français), il conserve son initiale vocalique : у его брата, chez son frère.
- Les pronoms personnels ne connaissent pas la différence entre animés et inanimés. L'accusatif est toujours identique au génitif.

#### Démonstratifs
|                                                                                                  |           | этот, celui-ci, ceci, ce | этот, celui-ci, ceci, ce | этот, celui-ci, ceci, ce | этот, celui-ci, ceci, ce | этот, celui-ci, ceci, ce |           | тот, celui-là, cela, ce | тот, celui-là, cela, ce | тот, celui-là, cela, ce | тот, celui-là, cela, ce | тот, celui-là, cela, ce |
| Singulier                                                                                        | Singulier | Singulier                |                          | Pluriel                  | Singulier                | Singulier                | Singulier |                         | Pluriel                 |                         |                         |                         |
| Masc.                                                                                            | Neut.     | Fém.                     | Masc.                    | Pluriel                  | Neut.                    | Fém.                     |           |                         | Pluriel                 |                         |                         |                         |
| Nominatif                                                                                        | этот      | это                      | эта                      | эти                      | тот                      | то                       | та        | те                      |                         |                         |                         |                         |
| Accusatif                                                                                        | N/G (1)   | это                      | эту                      | N/G (1)                  | N/G (1)                  | то                       | ту        | N/G (1)                 |                         |                         |                         |                         |
| Génitif                                                                                          | этого     | этого                    | этой                     | этих                     | того                     | того                     | той       | тех                     |                         |                         |                         |                         |
| Datif                                                                                            | этому     | этому                    | этой                     | этим                     | тому                     | тому                     | той       | тем                     |                         |                         |                         |                         |
| Instrumental                                                                                     | этим      | этим                     | этой                     | этими                    | тем                      | тем                      | той       | теми                    |                         |                         |                         |                         |
| Prépositionnel                                                                                   | об этом   | об этом                  | об этой                  | об этих                  | о том                    | о том                    | о той     | о тех                   |                         |                         |                         |                         |
| * 1 : L’accusatif est identique au génitif pour les noms animés, au nominatif pour les inanimés. |           |                          |                          |                          |                          |                          |           |                         |                         |                         |                         |                         |

#### Possessifs
Le russe dispose de cinq possessifs, мой, твой, наш, ваш et свой qui sont chacun à la fois adjectif et pronom. Comme tout pronom ou adjectif, se déclinent en fonction du genre, du nombre et du cas du nom qu'ils remplacent ou déterminent (donc de la chose possédée). Il en existe deux modèles de déclinaison, l'un pour мой, твой et свой, l'autre pour наш et ваш.
| |           | Мой (1), твой (2) et свой (3) | Мой (1), твой (2) et свой (3) | Мой (1), твой (2) et свой (3) | Мой (1), твой (2) et свой (3) | Мой (1), твой (2) et свой (3) |           | Наш (4) et ваш (5) | Наш (4) et ваш (5) | Наш (4) et ваш (5) | Наш (4) et ваш (5) | Наш (4) et ваш (5) |
| Singulier | Singulier | Singulier                     |                               | Pluriel                       | Singulier                     | Singulier                     | Singulier |                    | Pluriel            |                    |                    |                    |
| Masc. | Neut.     | Fém.                          | Masc.                         | Pluriel                       | Neut.                         | Fém.                          |           |                    | Pluriel            |                    |                    |                    |
| Nominatif | мой       | моё                           | моя                           | мои                           | наш                           | наше                          | наша      | наши               |                    |                    |                    |                    |
| Accusatif | N/G (6)   | моё                           | мою                           | N/G (6)                       | N/G (6)                       | наше                          | нашу      | N/G (6)            |                    |                    |                    |                    |
| Génitif | моего     | моего                         | моей                          | моих                          | нашего                        | нашего                        | нашей     | наших              |                    |                    |                    |                    |
| Datif | моему     | моему                         | моей                          | моим                          | нашему                        | нашему                        | нашей     | нашим              |                    |                    |                    |                    |
| Instrumental | моим      | моим                          | моей                          | моими                         | нашим                         | нашим                         | нашей     | нашими             |                    |                    |                    |                    |
| Locatif | о моём    | о моём                        | о моей                        | о моих                        | о нашем                       | о нашем                       | о нашей   | о наших            |                    |                    |                    |                    |
| - 1 : мой renvoie à un possesseur première personne du singulier ; - 2 : твой renvoie à un possesseur seconde personne du singulier ; - 3 : свой renvoie à un possesseur sujet (de la proposition concernée) quels qu'en soient le genre, le nombre et la personne; - 4 : наш renvoie à un possesseur première personne du pluriel ; - 5 : ваш renvoie à un possesseur seconde personne du pluriel ; - 6 : L’accusatif est identique au génitif pour les noms animés, au nominatif pour les inanimés. |           |                               |                               |                               |                               |                               |           |                    |                    |                    |                    |                    |

Pour renvoyer à un possesseur troisième personne qui n'est pas sujet de la proposition concernée, le russe utilise le génitif du pronom personnel non réfléchi de la troisième personne, à savoir 
- его pour un possesseur masculin singulier ou neutre singulier ;
- её pour un possesseur féminin singulier ;
- их pour un possesseur pluriel.

Exemple d'emploi du réfléchi свой :
- Я люблю свою жену = j'aime ma femme ;
- Я люблю его жену = j'aime sa femme.

#### Interrogatifs
| |           | кто       |         | что    |        | чей     | чей | чей | чей | чей |
| Singulier                                                                                               | Singulier | Singulier |         | что    | Plur.  |         |     |     |     |     |
| Masc.                                                                                                   | Fém.      | кто       | Neut.   | что    | Plur.  |         |     |     |     |     |
| Nominatif                                                                                               | кто       | что       | чей     | чья    | чьё    | чьи     |     |     |     |     |
| Accusatif                                                                                               | кого      | что       | N/G (1) | чью    | чьё    | N/G (1) |     |     |     |     |
| Génitif                                                                                                 | кого      | чего      | чьего   | чьей   | чьего  | чьих    |     |     |     |     |
| Datif                                                                                                   | кому      | чему      | чьему   | чьей   | чьему  | чьим    |     |     |     |     |
| Instrumental                                                                                            | кем       | чем       | чьим    | чьей   | чьим   | чьими   |     |     |     |     |
| Locatif                                                                                                 | о ком     | о чём     | о чьём  | о чьей | о чьём | о чьих  |     |     |     |     |
| - 1 : L’accusatif est identique : - au génitif pour les noms animés ; - au nominatif pour les inanimés. |           |           |         |        |        |         |     |     |     |     |

### Conjugaison
La conjugaison russe ne connaît que deux formes simples – le présent et le passé – et quatre modes – indicatif, impératif, gérondif et participe. Le futur simple n'existe que pour les verbes perfectifs (voir § suivant). Il y a au présent six personnes (trois au singulier et trois au pluriel), et les formes verbales sont suffisamment différentes les unes des autres pour que les Russes emploient assez peu les pronoms personnels au présent  (я, ты, он [она, оно], мы, вы, они). Les verbes au passé n'ont que quatre formes : masculin, féminin, neutre et pluriel, ils ne s'accordent pas en personne. D'autres temps sont composés : le futur imperfectif se construit avec l'auxiliaire être (быть) au futur + l'infinitif ; le conditionnel se construit avec le passé + la particule бы, l'impératif, hors deuxième personne, se construit avec пусть (soit) ou давай (de давать qui, dans d'autres emplois, signifie donner ou peut encore servir d'auxiliaire factitif, c'est-à-dire jouer le rôle de faire dans l'expression faire faire). Exemples :
- Пусть всегда будет солнце ! « Que le soleil soit toujours (là) ! »
- Давайте петь ! « Chantons ! » Давай убежим !  « Sauvons-nous ! »

Comme dans les autres langues slaves, à l'exception du macédonien et du bulgare, l'aspect du verbe russe, perfectif ou imperfectif ne ressortit pas à la conjugaison, mais au lexique. Dans une très grande majorité de cas, les verbes russes vont par paire : à chaque verbe imperfectif son verbe perfectif, ce que les dictionnaires indiquent (exemples : voir видеть/увидеть ; ouvrir открывать/открыть ; poser класть/положить ; parler/dire говорить/сказать). Cette particularité est une des difficultés du russe pour l'étudiant des pays d'Europe occidentale. L'aspect imperfectif est utilisé pour indiquer une action présente, une action passée non terminée ou une action qui se répète dans le temps. Le perfectif, lui, est utilisé pour décrire une action passée qui est complètement finie, une action future qui n'existe pas encore ou une action unique. Les verbes de mouvement possèdent aussi une troisième forme dite indéterminée, pour décrire les déplacements qui ne se font pas dans une direction déterminée (exemples : aller à pied  идти/пойти - ходить ; aller avec un véhicule  ехать/поехать - ездить).
Cas particulier du verbe être (быть). Si tout le reste de la conjugaison a subsisté, le présent (я есмь, ты е́си, он [она, оно] есть, мы е́смы, вы е́сте, они́ суть) ne s’emploie plus en russe moderne, sauf la forme есть qui n’est utilisée que dans des cas rares (par exemple dans l'expression figée то есть « c'est-à-dire », littéralement « cela est »), ou pour signifier « il y a » en russe (voir ci-dessous).
Quant au verbe avoir (иметь), il est rarement employé. Pour traduire la possession, les Russes utilisent une forme particulière : у меня есть… (pour dire : j'ai…), littéralement chez moi il y a…

### Syntaxe

#### Article et ordre des mots
Comme la plupart des langues slaves, le russe ne possède aucun article. Le caractère défini ou indéfini d'un substantif est indiqué, indirectement, par sa position par rapport au verbe.
Exemples :
- « Девушка пришла » (littéralement : « Jeune fille est arrivée »), la phrase insiste sur le verbe (c'est la forme standard) ; si l'agent « jeune fille » a déjà été introduit, l'ordre des mots suggère qu'il s'agit de la même personne. La phrase se traduira en français par : « La jeune fille est arrivée ».
- « Пришла девушка » (littéralement : « Est arrivée jeune fille »), la phrase insiste sur le sujet ; normalement l'agent « jeune fille » n'a pas encore été introduit dans la discussion. La phrase se traduira en français par : « Une jeune fille est arrivée », « c'est une jeune fille qui est arrivée ».

#### Omission de mots
Grâce en particulier à ses nombreuses flexions, le russe peut omettre certains mots qui seraient essentiels en français, comme les pronoms personnels ou même le verbe :
- – Откуда вы? « – D'où êtes-vous ? » (littéralement : d'où vous ?)
- У нас не курят  « Ici, on ne fume pas » (littéralement : chez nous ne-pas fument)
- Мне во Францию  « Je dois aller en France » (littéralement : pour-moi en France (direction))
- – Пришёл? – Пришёл. « – Il est venu ? – Oui. » ou, en s'adressant à un homme « – Tu es venu ? – Oui. » (littéralement : Venu ? Venu.)

### Négation
- Voir : La négation en russe

#### Réponsesoui, non, si
En russe, pour répondre en un mot à une assertion ou interrogation quelconque, on dispose de deux adverbes, да et нет :
- on emploie да pour signifier son accord avec l'interlocuteur sur la forme dans laquelle il a exprimé son assertion ;
- on emploie нет pour signifier son désaccord avec l'interlocuteur sur la forme dans laquelle il a exprimé son assertion.

Dans le cas d'une assertion ou question à la forme affirmative, да traduira donc le français « oui » et  нет le français « non ». Exemples :
- QUESTION Идёт дождь? « il pleut ? » ;
- RÉPONSE AFFIRMATIVE Да, идёт. « oui (, il pleut) » ;
- RÉPONSE NÉGATIVE Нет, не идёт. « non (, il ne pleut pas) ».

Dans le cas d'une assertion ou question à la forme négative, donc le français « non » se traduira par да et  le français « si » par нет, toutefois suivi d'un mot ou d'une phrase affirmative.
Exemples :
- ASSERTION NÉGATIVE Дождь не идёт. « il ne pleut pas » ;
- ACCORD AVEC L'INTERLOCUTEUR Да, не идёт. « non (, il ne pleut pas) » ;
- DÉSACCORD AVEC L'INTERLOCUTEUR Да Нет, идёт. « si (, il pleut) ».

Mais au contraire de la grammaire française, la russe préfère des réponses plus 
compliquées, par utilisant нет « non » dans tous les suivi par l'affirmation ou négation.
Dans ce cas, les mots нет « non » et да « si» ne portent pas du sens réel et ne sont
pas suffisants pour déterminer les intentions de personne répondant à la question et on doit avoir l'information supplémentaire.
Exemples :
- ASSERTION NÉGATIVE Вы не профессор? « vous n'etes pas un professeur ? »;
- ACCORD AVEC L'INTERLOCUTEUR  1. Нет, я не профессор. 2. Да, я не профессор « non, je ne suis pas un professeur » ;
- DÉSACCORD AVEC L'INTERLOCUTEUR 1. Нет, я профессор. 2. Да нет, я профессор « si je  suis un professeur ».

Dans le cas de désaccord, on tend à utiliser un mot spécial (comme « Да нет » dans l'exemple), au lieu d'un simple « Нет ».

#### Il y a, il n'y a pas
- Il y a se dit есть et se construit avec le nominatif.

ex. : – Есть суп ? – Есть. « Y a-t-il de la soupe ? – Oui. » (litt. : – Est soupe ? – Est.)
- Il n'y a pas se dit нет (contraction de не есть) et se construit avec le génitif.

ex. : – Есть суп ? – Супа нет. « Y a-t-il de la soupe ? – Il n'y a pas de soupe. » (litt. : – Est soupe ? – De soupe n'est-pas.)

## Tests de connaissance du russe
Les compétences en russe des étrangers sont certifiés par le ТРКИ (« test de russe comme langue étrangère », souvent désigné hors de Russie par son acronyme anglais TORFL) de niveau I à IV, correspondant aux niveaux B1 à C2 du CECRL. Les niveaux A1 à A2 sont également testés mais ne donnent pas droit à un certificat.
- Le certificat de niveau I est nécessaire pour l'inscription dans une université russe. La connaissance d'environ 2 300 mots est nécessaire pour son obtention.
- Le certificat de niveau II requiert la connaissance de près de 6 000 mots, dont 4 000 mots de vocabulaire actif (liste publiée par le ministère de l'Éducation et de la Recherche de Russie).
- Le certificat de niveau III peut être exigé pour les métiers liés à la langue, comme le journalisme, l'édition, la traduction ou l'interprétariat. Il peut également être exigé pour l'obtention d'un diplôme de troisième cycle universitaire.
- Le certificat de niveau IV peut donner la possibilité d'enseigner le russe, de mener des recherches littéraires et linguistiques en Russie, etc.

Les six niveaux du TORFL sont très proches des six niveaux du DELF ou du CILS.